# Joint Light Tactical Vehicle
Le Joint Light Tactical Vehicle, parfois abrégé en JLTV, est un programme de véhicule blindé léger de l'armée américaine amené à remplacer le Humvee, il s'agit du Oshkosh L-ATV.

## Histoire

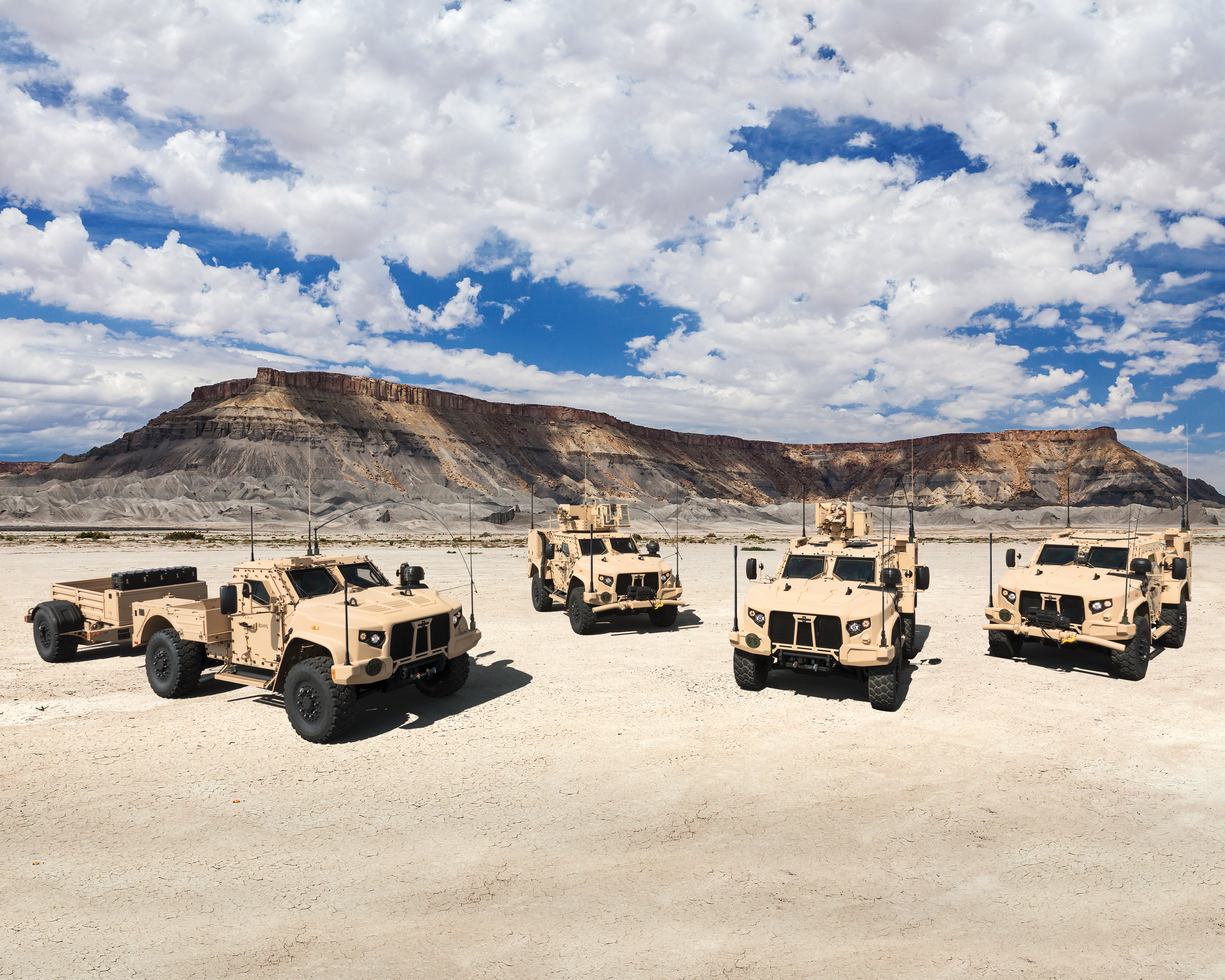
Des Oshkosh L-ATV dans différentes configurations.

Le prédécesseur du JLTV, le Humvee, est entré en service en 1985, et a été pensé pendant la guerre froide, alors que la guerre asymétrique n'était pas sa destination principale. Il est donc vulnérable aux explosifs improvisés et aux balles des snipers rencontrés dans ce type de conflit, par exemple en Irak. 
Par conséquent, en 2005, le remplacement des Humvee est demandé par le gouvernement américain. le JROC approuve le programme JLTV en novembre 2006.
En 2012, parmi les candidats trois sont sélectionnés : le prototype de Lockheed Martin, de AM General et d'Oshkosh Corporation.
C'est en août 2015 que le prototype de Oshkosh, le Oshkosh L-ATV, remporte l'appel d'offres pour un nouveau véhicule blindé léger. Cependant, Lockheed Martin a protesté contre cette décision le 9 septembre 2015, et AM General s'est montré également déçu. La production démarre en 2016, et les premières livraisons aux forces armées interviennent en janvier 2019.
L'US Army cherche également depuis un appel d'offres de septembre 2018 un Infantry Squad Vehicle plus léger que le JLTV pouvant être héliporté.

## Quantités et prix

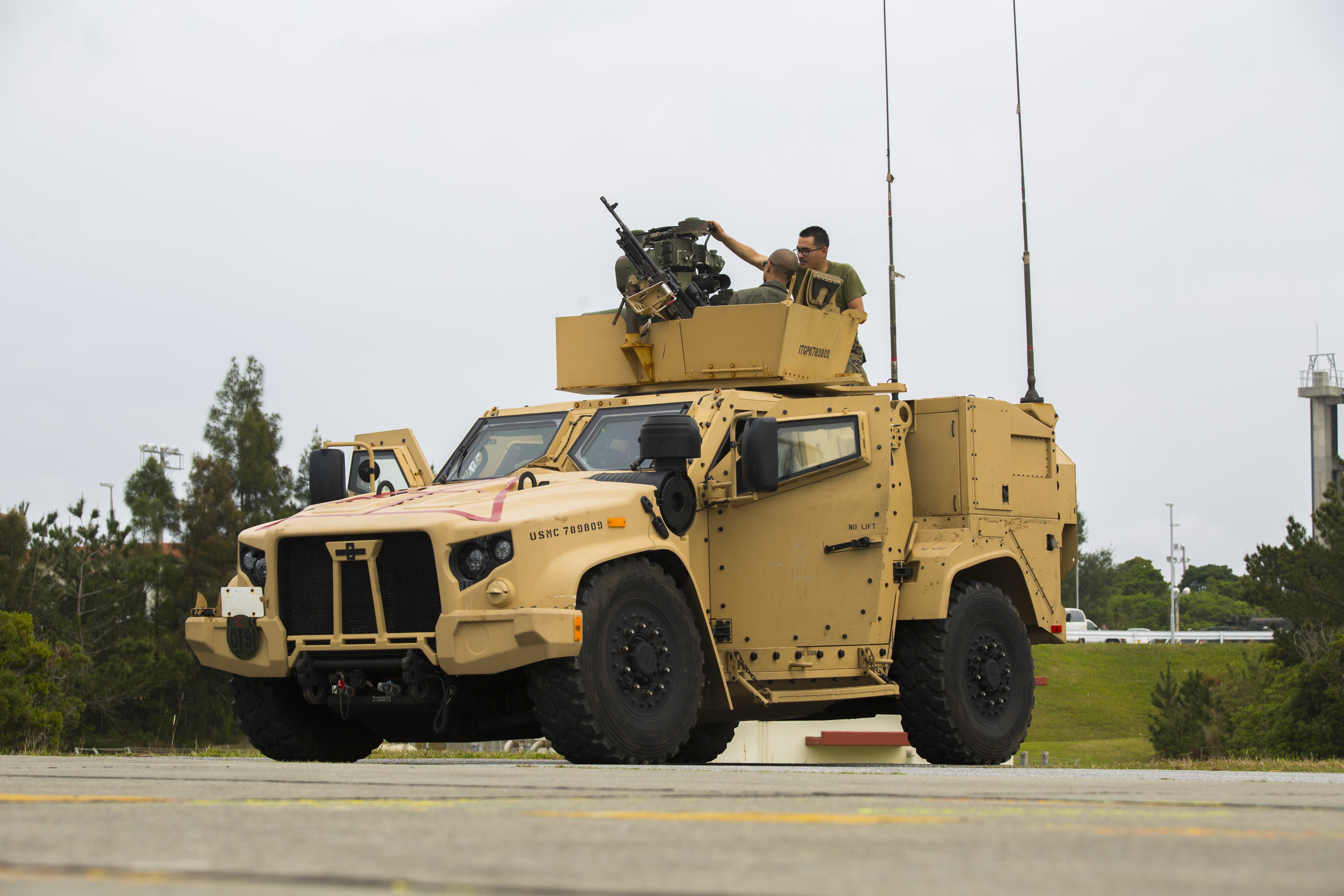
Un JLTV d'une équipe de lutte antichar de l'USMC.

Il y a environ 55 000 Humvee à remplacer à long terme. Le contrat porte initialement sur 6,7 milliards de dollars américains pour 17 000 véhicules, mais pourrait, en cas de satisfaction, être étendu à 50 milliards de dollars pour l'ensemble des 49 000 véhicules de l'armée, auxquels se rajouteront peut-être les 5 500 véhicules du Corps des Marines.
Le budget de la défense 2018 prévoit à l'origine l'achat de 2 647 JLTV pour 1,143 milliard de dollars. L'armée de terre devant en recevoir 2 110 pour 1,099 milliard de $, l’USAF 140 pour 60,5 millions de $, l'USMC 527 pour 233,6 millions de $, et 44,2 millions de $ sont destinés à la recherche, développement, essais et évaluations.
Le budget 2019 un achat de 5 113 JLTV pour environ 2 milliards de dollars. 
En juin 2020, un total de 15 052 JLTV ont été commandés pour les forces américaines.

## Motorisation et performances sur route
Du fait de la masse élevée (plus de 6 tonnes) du véhicule, un moteur V8 6,6 litres diesel de 300 chevaux est utilisé.
Sa vitesse de pointe sera de 113 km/h, et en marche arrière de 13 km/h. Le JLTV est prévu pour être tout-terrain, et donc avoir une bonne conduite même en terrain accidenté.
Le JLTV doit également fonctionner à des altitudes de moins 500 pieds à 12 000 pieds et maintenir une capacité de mission complète à des températures de 40 à 125 ° F (-40 à 52 ° C), selon les exigences établies. Lorsque les températures chutent bien en dessous de zéro, le JLTV doit démarrer dans la minute sans aide externe, kits ou réchauffement préalable des batteries. Le véhicule doit être capable de parcourir 560 km à 56 km/h ou 480 km en terrain opérationnel avec un seul réservoir de carburant JP-8. Une accélération de 0 à 48 km/h en 9,7 secondes sur un terrain sec, plat et dur était requise comme seuil requis (l'objectif étant de 7 secondes), tout comme la capacité de guéer 150 cm d'eau salée sans kit de passage à gué, en marche avant et arrière, tout en maintenant le contact avec le sol.

## Blindage et défense
Le JLTV, par opposition au Humvee, est prévu dès l'origine pour être blindé, et donc résister aux tirs d'armes légères, mais il a aussi été pensé pour résister aux mines et autres engins explosifs improvisés. La société Oshkosh avait d'ailleurs déjà eu à construire des versions modifiées de Humvee prévues pour ces utilisations.

## Autres utilisateurs
Le JLTV est exporté dans plusieurs nations. En septembre 2020, quatre pays européens ont effectué des commandes :
- Belgique : 322 « Command and Liaison Vehicles » pour environ 135 M€ devant remplacer les Lynx IVECO choisis le 11 septembre 2020. Composante Terre (302 dont 135 équipés d'une tourelle téléopérée) et Médicale (20)[8].
- Lituanie : achat de 200 plus 300 en option en 2019
- Monténégro : 67 JLTV annoncés le 23 octobre 2019[9]
- Slovénie : 38 JLTV annoncés en octobre 2018 pour une livraison à partir de 2020
- Macédoine : vente annoncée le 8 mars 2024 de 18 M1278A1/A2 Heavy Gun Carriers (HGC); et 7 M1280A1/A2 General Purpose (GP)[10]

Envisageant un temps l’acquisition de JLTV, l'Australie signe en février 2009 un accord concernant neuf des trente prototypes ; c’est finalement le projet australien Hawkei qui est retenu en 2015.
Le Royaume-Uni a exprimé son intérêt en 2017 pour un maximum de 2 747 JLTV. Le contrat devrait concerner un premier lot de 650 véhicules et un programme de démonstration a lieu entre 2019 et 2021. L'Inde en 2009 et Israël se sont également montrés intéressés par le programme.